# École d'ingénieurs de Purpan
Pour les articles homonymes, voir EIP.
L’École d'Ingénieurs de Purpan ou EIP (anciennement École supérieure d'agriculture de Purpan ou ESAP) est une école d'ingénieurs en agronomie, agroalimentaire et environnement. C'est l'une des 204 écoles d'ingénieurs françaises accréditées au 1er septembre 2020 à délivrer un diplôme d'ingénieur.
Située à Toulouse, créée en 1919, elle forme des ingénieurs dans les secteurs de l'agronomie, de l'agroalimentaire, des sciences du vivant, de l'environnement et de l'agriculture. En 2025, elle compte près de 1700 étudiant(e)s dans ses différentes formations.

## Histoire
Fondée en 1919 par des agriculteurs et des éducateurs jésuites, elle est établissement composante de l'Établissement Public Expérimental "Université de Toulouse" depuis le 1er janvier 2025. Elle fut rattachée institutionnellement à l'Institut national polytechnique de Toulouse (INP Toulouse) du 8 mars 2011 au 31 décembre 2024. Elle est membre de la Conférence des grandes écoles et fait partie de la Fédération d'écoles supérieures d'ingénieurs et de cadres (FESIC).
Le diplôme délivré est habilité par la Commission des titres d'ingénieurs.

## Admission et études
L'école d'ingénieurs de Purpan propose deux parcours : le parcours Ingénieur (bac+5) et le parcours Agro-Bachelor (bac +3).
La formation d'ingénieur dure cinq ans (Grade de Master) et consiste en un premier cycle Bachelor de trois ans suivi d'un cycle ingénieur d'une durée de deux ans au terme duquel est délivré le diplôme d'ingénieur. L'étudiant réalise quatre stages d'une durée de 18 mois au total, qu'il peut également effectuer à l'étranger. Plusieurs partenariats existent avec des universités étrangères, permettant aux élèves d'obtenir un double diplôme.
L'école propose également un Agro-Bachelor (bac +3) conférant un grade de licence certifié par l'État. Cette formation humaine, scientifique et pluridisciplinaire permet une insertion professionnelle rapide et offre la possibilité de poursuite d’études. L'étudiant réalise deux stages d'une durée de neuf mois au total, comprenant un stage en pays anglophone de trois mois.
L'admission se fait à partir du niveau bac, sur dossier et entretien, via Parcoursup. Les admissions parallèles sont également possibles en 2e et 3e année.

## Recherche
Presque tous les enseignants-chercheurs de l'école d'ingénieurs de Purpan sont engagés dans les activités de recherche, développement, conseil durant lesquelles ils confrontent leurs compétences aux demandes des professionnels. Ces recherches finalisées permettent aux enseignants-chercheurs d’intégrer, dans la pédagogie, les besoins du monde professionnel et le développement de l’innovation.
L’école d’Ingénieurs de Purpan dispose d’une équipe d’accueil qui reçoit en permanence une vingtaine de doctorants dans les différentes unités de recherches dans lesquelles ses enseignants-chercheurs sont rattachés.

### Départements d'enseignement et de recherche
- Département sciences végétales et agronomie : dans le cadre de l’adaptation aux changements climatiques, la mission de ce département s’inscrit dans des approches agro-physiologique au service de la transition agro-écologique[10].
- Département sciences animales et systèmes d'élevage : ce département conduit ses recherches autour de l’identification des leviers agroécologiques pour des élevages plus durables au bénéfice de la santé et du bien-être animal[11].
- Département sciences de l'agroalimentaire et de la nutrition : ce département se penche sur la caractérisation de produits alimentaires et l’évaluation de leur qualité et de leur effet santé. Il s’agit d’amener des connaissances, des analyses, des solutions et des compétences sur la caractérisation, l’élaboration de matières premières agricoles, de leurs produits finis et de leurs molécules d’intérêts pour une alimentation saine/santé, qualitative, durable et équitable[12]
- Département sciences de l'environnement et numérique : ce département se donne notamment comme ambitions de produire des connaissances et des outils pour prendre en compte la biodiversité dans les politiques publiques, la gestion forestière et la politique RSE d’une entreprise[13].
- Département sciences humaines, économiques et sociales : ce département forme une équipe pluridisciplinaire composée d’enseignants-chercheurs en sciences sociales répartis dans plusieurs disciplines (agroéconomie économie, , gestion, géographie, management, marketing et sociologie), issus d’un parcours universitaire classique et/ou forts d’une expérience dans le monde de l’entreprise. La question de la description, la compréhension et l’accompagnement des changements qui caractérisent les filières agricoles et agro-alimentaires est le point d’ancrage de tous leurs travaux[14].

### Moyens alloués
Si la recherche de l’école d’Ingénieurs de Purpan s’articule autour des 5 départements de recherche, elle se structure également autour de 7 plateformes mutualisées de recherche qui sont à disposition de ces départements.
4 sont situées sur le site de Toulouse, regroupées dans le « Pôle de Recherche en agro-alimentaire et nutrition » :
- la Halle de technologies Agroalimentaires,
- la Plateforme TOAsT (technologies oxydatives pour l’agriculture et l’agroalimentaire sur Toulouse),
- la Plateforme TFFFC (Toulouse Field-Flow Fractionation Center), reconnue via ses outils de chimie analytique pour la caractérisation de molécules de très grande taille,
- et des laboratoires d’analyses physico-chimiques, de microbiologie et de biologie moléculaire.

Les 3 autres sont localisées sur le site de Lamothe regroupées dans le « Pôle de Recherche et d’expérimentation de Lamothe » :
- la Plateforme Agronomique, de Physiologie & d’Amélioration des plantes ;
- le Living Lab Vaches Laitières & Aviculture ;
- la Chaire Biodiversité

S’ajoute enfin un « Pôle d’Excellence » qui se compose notamment de deux chaires : INFAAQT et BASE

## Personnalités liées à l'École d'ingénieurs de Purpan
- Yannick Jauzion, international français de rugby à XV.
- Louis Massabeau, joueur français de rugby à XV.
- Jean Azéma, directeur général de Groupama.
- Pierre Tapie, directeur général du Groupe ESSEC depuis 2002 et président de la Conférence des grandes écoles depuis 2009, a été directeur de l'ESA Purpan entre 1990 et 2002.
- Jean-Christophe Crespel, fondateur des ONG International Impact, y enseignait sur les Pays en développement de 2013 à 2023.[réf. nécessaire].